# فرسفج
فرسفج (بالفارسية: فرسفج) هي مدينة تقع في إيران في Qolqol Rud District. يقدر عدد سكانها بـ 1,608 نسمة .